# Johannes Burckhardt (Offizier)

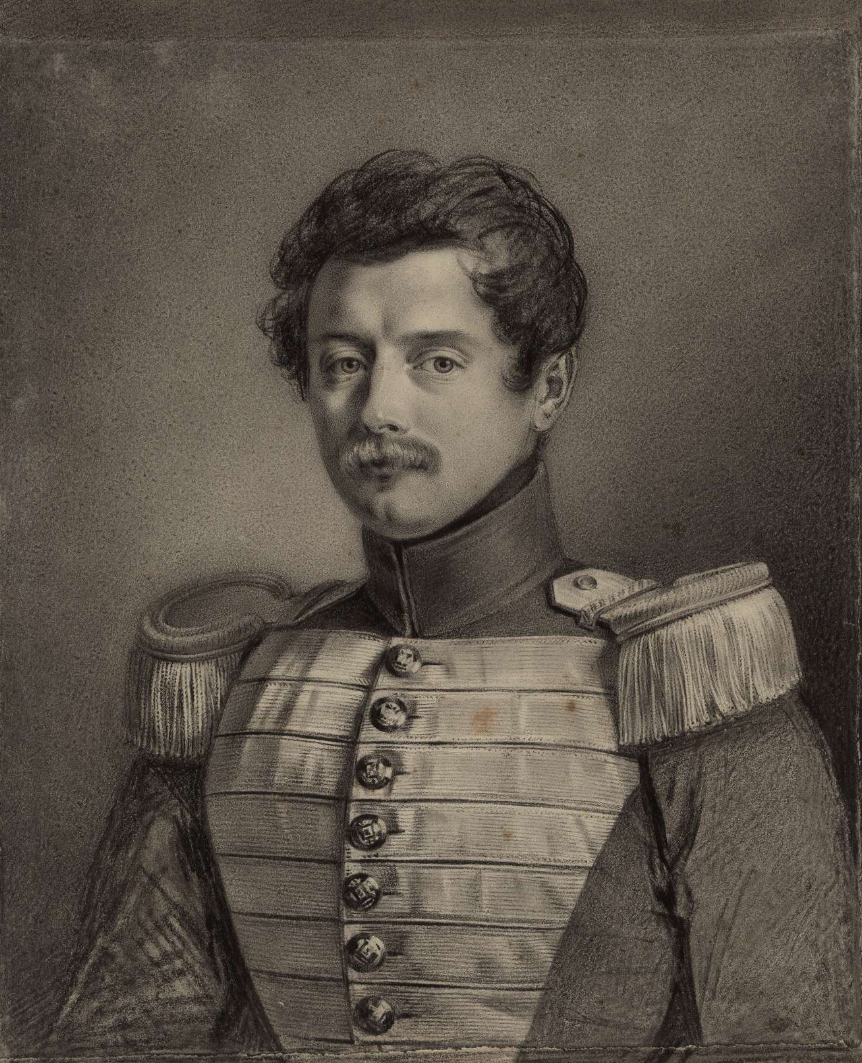
Johannes Burckhardt

Johannes Burckhardt (* 6. Oktober 1798 in Basel; † 21. Mai 1855 in Muri bei Bern) war ein Schweizer Offizier.

## Leben
Johannes Burckhardt wurde 1815 Kadett der Basler Standestruppe. Im Jahr 1816 trat er als Instruktor in die neu gegründete Schweizergarde in Paris ein, wo er an der Französischen Invasion in Spanien 1823 teilnahm und mit dem Ferdinandsorden ausgezeichnet wurde.
Nach der Auflösung der Schweizerregimenter nach der französischen Julirevolution von 1830 kehrte Burckhardt nach Basel zurück und wurde 1831 zum Kommandanten der Standestruppe gewählt, mit der er als Vorhut an der Schlacht an der Hülftenschanz teilnahm. 1838 wurde er eidgenössischer Offizier im Range eines Oberstleutnants, 1842 Kommandant der Militärschule in Thun. Im Sonderbundskrieg war er Kommandant der 2. Division. Sein letzter Einsatz war 1848 als Kommandant der wegen des Badischen Aufstands zum Neutralitätsschutz aufgebotenen Truppen beider Basel.